# Pangasianodon hypophthalmus
Pangasius hypophthalmus es una especie de pez de agua dulce —de color gris y carne blanca, puede medir hasta 1,5 metros y pesar 40 kilos— perteneciente a la familia de los Pangásidos. Es omnívoro y su dieta incluye crustáceos, otros peces y materia vegetal.
El P. hypophthalmus es un pez migratorio que en la mayoría de las regiones remonta los ríos para desovar durante el período de crecida de las aguas y que regresa corriente abajo cuando estas bajan. La época de migración varía dependiendo del sistema del río; así, en la cuenca del Mekong, por ejemplo, migran corriente arriba en mayo y hasta julio, para bajar desde septiembre hasta diciembre.
Este pez ha sido introducido accidentalmente desde granjas piscícolas ilegales en Colombia, lo que fue confirmado por un profesional de la Fundación Humadales, que lo encontró en agosto de 2015 en Bocas del Carare (tributario del Magdalena), en un tramo del río entre Puerto Berrío (Antioquia) y Barrancabermeja (Santander). Esto ha causado preocupación tanto entre los científicos como en el gobierno local, ya que en el Magdalena habitan cerca de 200 especies, "muchas de ellas endémicas y donde ya 35 están en algún grado de peligro de extinción".
En bibliografía anglosajona se le puede encontrar como iridescent shark (literalmente "tiburón iridiscente", por la aleta dorsal pronunciada y la librea que presentan los ejemplares jóvenes) a pesar de que no tenga nada que ver con elasmobranquios ni tiburones, dado que pertenece al grupo de los peces gato (Siluriformes).
A partir de esta especie se obtienen los filetes conocidos como  panga, aunque también se puede encontrar referenciada con el mismo nombre otra especie —el pez espárido de agua salada Pterogymnus laniarius—, bastante alejada taxonómica y geográficamente (Sudáfrica).

## Filetes de panga
P. hypophthalmus es un pez comestible de gran importancia comercial. Esta especie se cría y produce de forma intensiva en varias partes del mundo. Es una de las principales especies de acuicultura en países como Tailandia y Vietnam. De hecho, el nombre científico de esta familia (pangásidos) deriva del nombre de estos peces en lengua vietnamita. En España se le conoce comercialmente como panga y en Latinoamérica, como basa o baza.
Dada la presencia de otros peces gato en los mercados de EE. UU. (como el bagre de canal o Ictalurus punctatus), la legislación de dicho país prohibió el uso de la denominación "pez gato" para comercializar el P. hypophthalmus o iridescent shark (literalmente, tiburón iridiscente), lo que ha dado lugar a que se conozca también como panga o swai (su nombre en tailandés), pez gato sutchi, o incluso striped catfish (literalmente pez gato rayado). En Vietnam, este pescado se conoce como  tra. En ocasiones se puede encontrar el nombre en latín de la especie en el empaquetado, sin otra referencia al nombre comercial y con la indicación sobre su producción en acuicultura en Vietnam.
En algunas ocasiones puede verse en los mercados como "basa superior", de más calidad. Ello en comparación con el basa (Pangasius bocourti), cuya carne tiene una calidad inferior y se presenta en filetes más delgados. 
Los mayores exportadores en Asia mencionan como principales mercados los europeos y norteamericanos, destacando en Europa, Rusia, España y Alemania. En España, debido a los bajos precios que presenta el producto en comparación con otras variedades de peces, se suscitó la protesta de algunos productores, argumentando problemas por alta contaminación química por metales pesados (mercurio, plomo, bromo, etcétera) en los filetes (ya que provienen del río Mekong, en el que se ha revelado, mediante estudios asiáticos, que lleva en sus aguas elevados niveles de contaminación industrial); sin embargo, los estudios realizados en la Unión Europea no fueron concluyentes al respecto, por lo que la polémica continúa sin que se sepa con certeza si el argumento inicial es real o no; esta incertidumbre se ha extendido a países del continente americano donde también se comercializa este pez en filetes provocando también enormes polémicas respecto a si su consumo es saludable o potencialmente peligroso.
A pesar de que el Ministerio de Sanidad de España confirmó a principios de febrero de 2017 que no hay ninguna alerta o recomendación oficial sobre el consumo de este pescado, la cadena comercial Carrefour decidió dejar de venderlo por razones medioambientales, como lo ha hecho también en Bélgica y Francia.
Con mucha menor frecuencia y además del ya citado espárido sudafricano de agua salada Pterogymnus laniarius, es posible encontrar el uso de panga para el pescado obtenido del carángido Megalaspis cordyla  (con frecuentes capturas en Indonesia) y en Kenia de Trichiurus lepturus (el popular  sable,  o peixe-espada de Madeira).